# Léon Pillet
Pour les articles homonymes, voir Pillet.
Léon Pillet, né le 7 décembre 1802 à Paris et mort le 20 mars 1868 à Venise, est un journaliste, membre du Conseil d'Etat, diplomate et librettiste français. Il a été directeur de l’Opéra national de Paris de 1840 à 1847.

## Jeunesse
Raymond François Léon Pillet est le fils de Fabien Pillet, écrivain, journaliste et administrateur français. Après des études au lycée Napoléon (aujourd’hui lycée Henri-IV), il fait des études de droit et travaille pour l’avocat Mauguin. Il est le frère de Camille Pillet.

## Journalisme
En 1827, il participe à la création du Nouveau Journal de Paris, où il s’occupe de la rédaction du feuilleton dramatique.
Au moment de la suppression des privilèges des grands journaux, le journal se transforme en feuille politique, soutenant l’opinion libérale. Léon Pillet devient alors rédacteur en chef et gérant responsable du journal. Il signe en juillet 1830 la protestation des journalistes. Pendant la Révolution de Juillet, le rythme de publication du journal, qui s’appelle désormais le Journal de Paris s’accélère, délivrant plusieurs numéros par jour les 26, 27 et 28 juillet.
Après la révolution, le journal, qui a soutenu le nouveau régime de Louis-Philippe, est cédé à une nouvelle société et devient une feuille ministérielle.

## Carrière d’administrateur
En 1832, Léon Pillet devient l’officier d’ordonnance du duc d’Orléans au siège d’Anvers. La même année, il est décoré, et reçoit le titre de maître des requêtes en service extraordinaire en 1834. Il est nommé commissaire royal et secrétaire de la commission spéciale pour le Conservatoire et les théâtres royaux en 1836 et directeur de l'Académie royale de musique le 1er juin 1840, d'abord conjointement avec Henri Duponchel (Pillet est directeur du personnel et de l'administration, Duponchel directeur du matériel, des accessoires et de la mise en scène), puis tout seul du 1er juin 1842 au 31 juillet 1847. A cette époque, sa direction est contestée et le ministère des Beaux-Arts lui adjoint de nouveau Duponchel mais aussi Nestor Roqueplan, avant qu'il ne leur abandonne complètement la direction en novembre 1847.

## Librettiste
Outre des lettres et des mémoires, Léon Pillet est également l’auteur de plusieurs œuvres, qu’il signe sous les pseudonymes de Renaud et Léon, notamment : 
- L'Obstiné ou les Bretons (1837), vaudeville en 1 acte[7]
- La Liste de mes maîtresses (1838) comédie en 1 acte co-écrit avec Regnault[8]
- Un mari du bon temps (1841), comédie chantée en 1 acte, co-écrit avec Regnault[9]
- Cabaret de la veuve (1841), vaudeville en 1 acte, co-écrit avec Jules de Prémaray[10]
- Mazurka ou les Clarinettes et les Marionnettes (1844), vaudeville en 1 acte co-écrit avec Adolphe Vaunois
- Vendetta (1839) opéra en 3 actes, co-écrit avec Adolphe Vaunois, musique de Henri de Ruolz[11]
- De la situation actuelle des théâtres royaux et notamment de celle de l’Académie de Musique (1844)

## Direction de l’Opéra de Paris
Léon Pillet vend le Journal de Paris en 1840, et devient co-directeur de l’Opéra de Paris aux côtés d'Henri Duponchel fin mai 1840. Dix-huit mois plus tard, Henri Duponchel le laisse seul à la tête du théâtre de l’Opéra de Paris, en octobre 1841.
Wagner vend à Léon Pillet pendant ces années le livret de son opéra Le Hollandais Volant pour 500 francs, mais ne réussit pas à convaincre le directeur de l’Opéra de produire son œuvre. Pillet utilise par la suite l’idée de Wagner pour monter Le Vaisseau fantôme, sur une musique de Pierre-Louis Dietsch (d’après le livret de Paul Foucher), mais qui fut un échec auprès du public.
Durant ses années à la tête de l’institution, Léon Pillet entretient une liaison avec Rosine Stoltz, mezzo-soprano de l’Opéra de Paris. Les caprices de celle-ci sont à l'origine de fortes tensions, se traduisant, par exemple, par le blocage de la production de l'opéra, pourtant achevé, Le Prophète de Meyerbeer. C’est cette liaison qui accélère sa chute en 1847, le forçant à démissionner après un scandale survenu lors de la première représentation de l'opéra Robert Bruce.

### Opéras et ballets représentés pour la première fois à l’Opéra de Paris dans la période 1841-1847
Les œuvres suivantes ont été représentées pour la première fois durant les années de Léon Pillet à la tête de l’Opéra national de Paris :
- Giselle, ou les Wilis (28 juin 1841), ballet romantique en 2 actes, musique d’Adolphe Adam, chorégraphie de Jean Coralli et Jules Perrot
- La Reine de Chypre (22 décembre 1841), opéra en 5 actes de Fromental Halévy
- Le Guerillero (22 juin 1842), opéra en 2 actes d’Ambroise Thomas
- La Jolie Fille de Gand (22 juin 1842), ballet-pantomime en 3 actes, musique d’Adolphe Adam, chorégraphie d’Albert
- Le Vaisseau fantôme, ou le Maudit des mers (9 novembre 1842), opéra en 2 actes de Pierre-Louis Dietsch
- Charles VI (15 mars 1843), opéra en 5 actes de Fromental Halévy
- La Péri (17 juillet 1843), ballet romantique en 2 actes, musique de Burgmüller, chorégraphie de Jean Coralli
- Dom Sébastien, roi de Portugal (13 novembre 1843), opéra en 5 actes de Gaetano Donizetti
- Lady Henriette ou la servante de Greenwich (1er février 1844), ballet romantique en 3 actes, musique de Friedrich von Flotow (Acte 1), Burgmüller (Acte 2), et Edouard Deldevez (Acte 3), chorégraphie de Joseph Mazilier
- Le Lazzarone, ou le bien vient en dormant (29 mars 1844), opéra en 2 actes de Fromental Halévy
- Eucharis (7 août 1844), ballet romantique en 2 actes, musique de Deldevez, chorégraphie de Jean Coralli
- Othello (2 septembre 1844), opéra en 3 actes de Gioachino Rossini, traduit par Alphonse Royer et Gustave Vaëz
- Richard en Palestine (7 octobre 1844), opéra en 3 actes, musique d’Adolphe Adam
- Marie Stuart (6 décembre 1844), opéra en 5 actes de Louis Niedermeyer
- Le Diable à quatre (11 août 1845), ballet romantique en 2 actes, musique d’Adolphe Adam, chorégraphie de Joseph Mazilier
- L'Étoile de Séville (7 décembre 1845), opéra en 4 actes de Michael William Balfe
- Lucie de Lammermoor (20 février 1846), opéra en 4 actes de Gaetano Donizetti
- Moïse au Mont Sinai (23 mars 1846), œuvre lyrique dramatique de Félicien David
- Paquita (1er avril 1846), ballet romantique en 2 actes, musique d’Édouard Deldevez, chorégraphie de Joseph Mazilier
- Le Roi David (3 juin 1846), opéra en 3 actes d'Auguste Mermet
- L'Âme en peine (29 juin 1846), opéra en 2 actes de Friedrich von Flotow
- Betty (10 juillet 1846), ballet en 2 actes, musique d’Ambroise Thomas, chorégraphie de Joseph Mazilier
- Robert Bruce (30 décembre 1846), opéra pastiche en 3 actes, musique de Gioachino Rossini
- Ozaï (26 avril 1847), ballet-pantomime en 2 actes, musique de Casimir Gide, chorégraphie de Jean Coralli
- La Bouquetière (31 mai 1847), opéra en 1 acte, musique d’Adolphe Adam
- La Fille de marbre (20 octobre 1847), ballet-pantomime en 2 actes, musique de Cesare Pugni, chorégraphie d'Arthur Saint-Léon
- Jérusalem (26 novembre 1847), opéra en 4 actes, musique de Giuseppe Verdi

## Fin de carrière et mort
En 1859, Léon Pillet est nommé Consul de France à Nice. Il demeure à ce poste jusqu’en 1861, année où il devient Consul à Cagliari, puis à Palerme. Il meurt à Venise le 20 mars 1868.